# Engelbert Mang
Engelbert Mang (* 1. September 1883 in Wien; † 14. Februar 1955 ebenda) war ein österreichischer Architekt.

## Leben
Nach dem Abschluss der Staatsgewerbeschule studierte Engelbert Mang von 1906 bis 1909 an der Akademie der bildenden Künste Wien bei Otto Wagner. Er war danach als Oberstadtbaurat im Wiener Stadtbauamt tätig und für die Planung mehrerer Gemeindebauten verantwortlich.
1933 ehelichte er Bertha Hübner, sie hatten eine Tochter. Er wurde auf dem Hietzinger Friedhof bestattet.

### Auszeichnungen
- 1908 Preis eines alten Architekten
- 1909 Spezialschulpreis

## Werke

### Werkliste
- Wohnhausanlage Victor-Adler-Hof, Triester Straße 57–65 (1923–24)
- Wohnhausanlage Widholzhof, Geiselbergstraße 60–64 (1925–26)
- Wohnhausanlage Fröhlichhof, Malfattigasse 1–5 (1928–29)
- Wohnhausanlage Jenullgasse 9–15 (1930)
- Wohnhausanlage Arltgasse 2–8 (1931–32)
- mehrere Kapellen und Aufbahrungshallen auf Wiener Friedhöfen

### Abbildungen

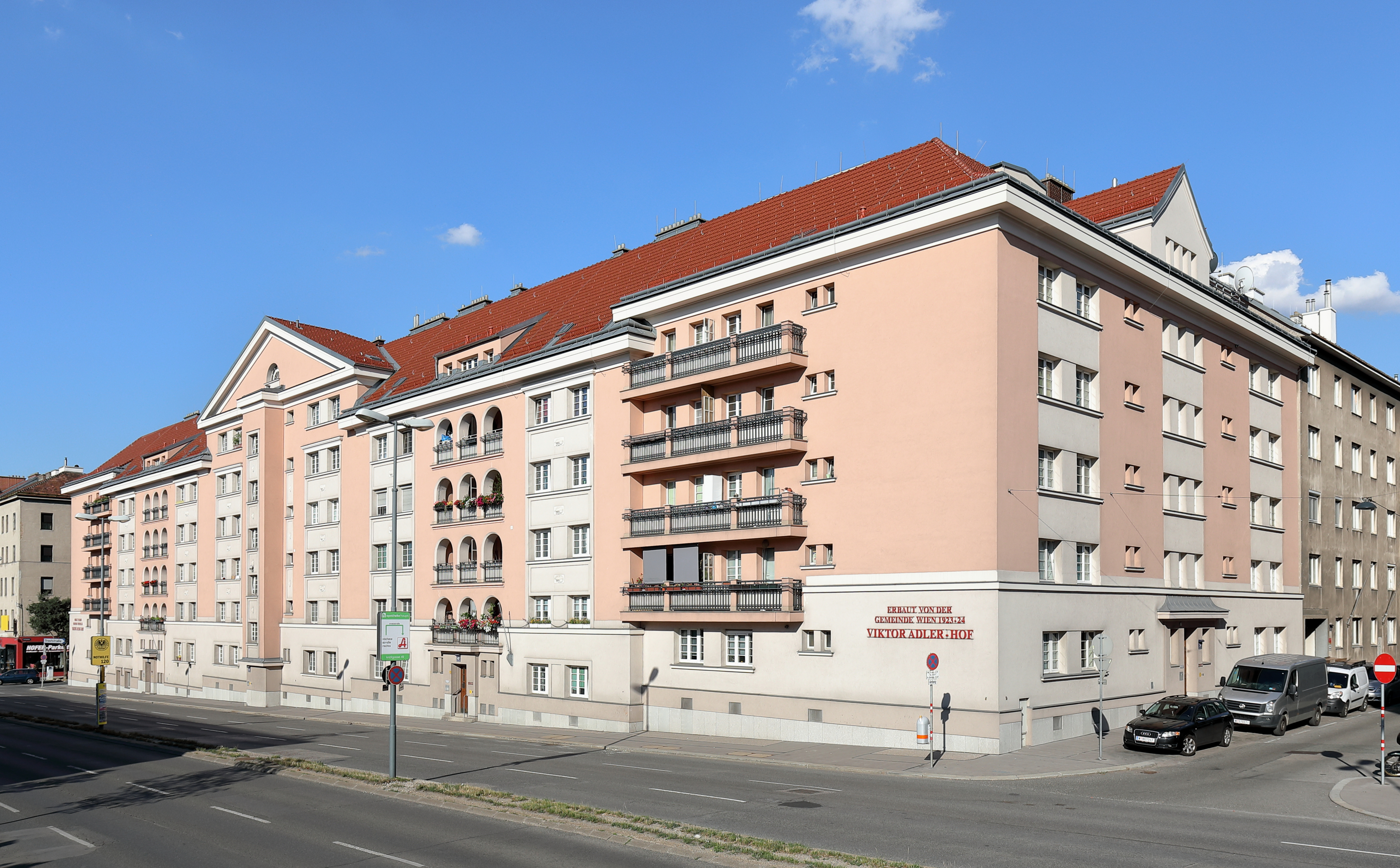
Victor-Adler-Hof (1923–24)
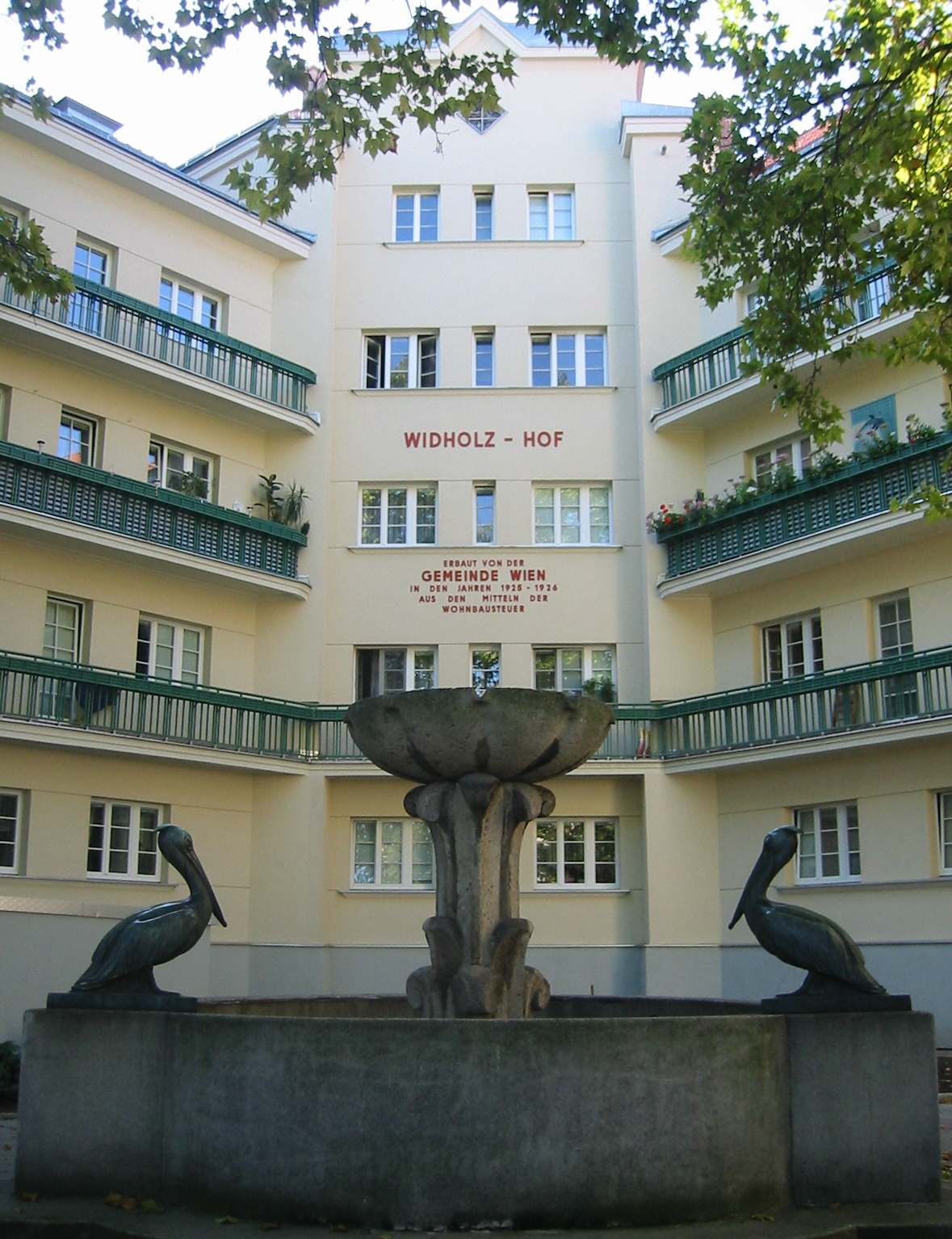
Widholzhof (1925–26)
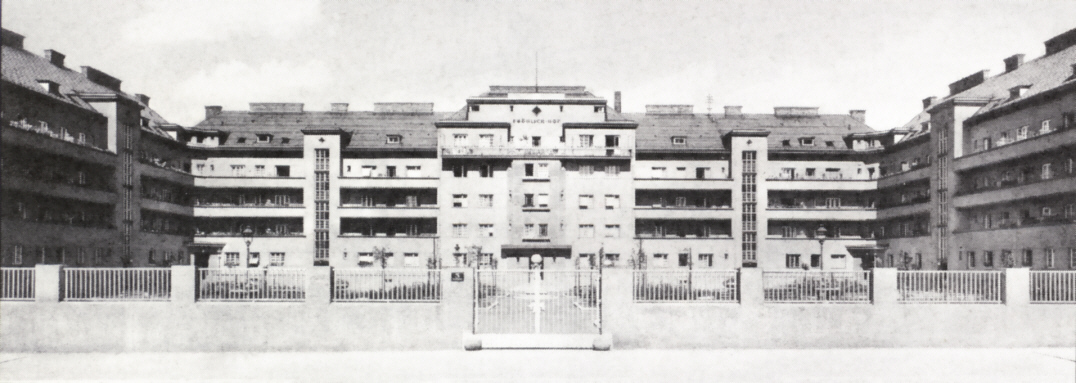
Fröhlichhof (1930)
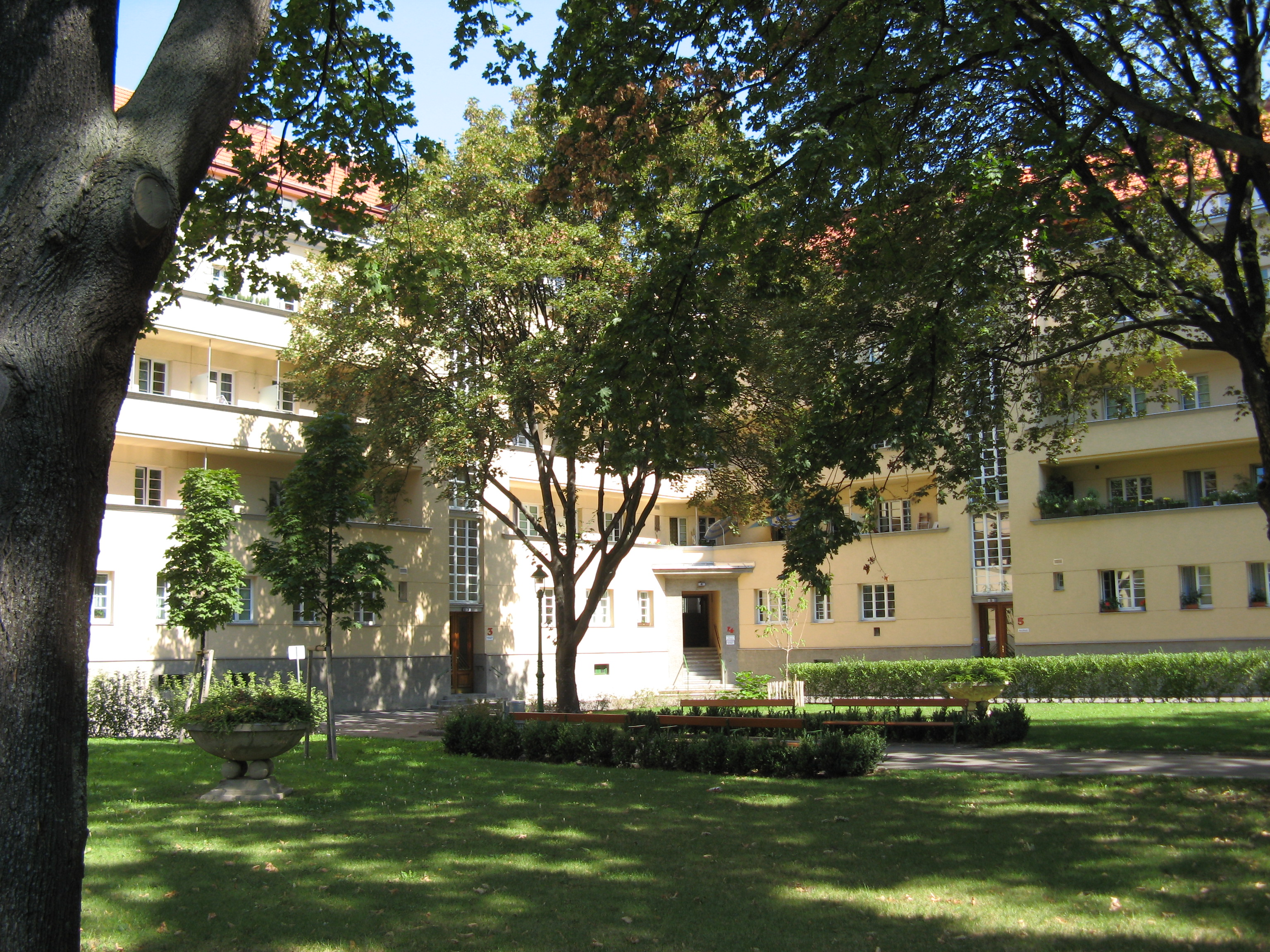
Fröhlichhof (2007)